# Dodona kaolinkon
Dodona kaolinkon is een vlindersoort uit de familie van de prachtvlinders (Riodinidae), onderfamilie Nemeobiinae.
Dodona kaolinkon werd in 1999 beschreven door Yoshino.